# Three Men and a Baby
Three Men and a Baby is een Amerikaanse remake uit 1987 van het Frans origineel Trois hommes et un couffin. De regisseur is Leonard Nimoy. De hoofdrollen worden vertolkt door Tom Selleck, Steve Guttenberg en Ted Danson. In 1990 verscheen het vervolg Three Men and a Little Lady. In 2007 kwam er een Indiase remake Heyy Babyy.

## Verhaal
New York, drie knappe vrijgezellen, architect Peter, kunstenaar Michael en acteur Jack, delen een luxeappartement en leiden een perfect single leven van uitgaan en vrouwen versieren. Als Jack naar Turkije vertrekt voor een opdracht, wordt hun goede leventje overhoop gegooid. Peter en Michael vinden een baby voor hun deur. Het blijkt Jacks dochtertje Mary te zijn waar hij niets van weet. Aan de heren de taak om deze baby te verzorgen, wat moeilijker blijkt te zijn dan ze dachten.

## Rolverdeling
| Acteur                      | Personage         |
| --------------------------- | ----------------- |
| Tom Selleck                 | Peter Mitchell    |
| Steve Guttenberg            | Michael Kellam    |
| Ted Danson                  | Jack Holden       |
| Nancy Travis                | Sylvia Bennington |
| Lisa Blair / Michelle Blair | Mary Bennington   |
| Margaret Colin              | Rebecca           |
| Alexandra Amini             | Patty             |